# Mulenga Kapwepwe
Mulenga Mpundu Kapwepwe (Zàmbia, 1958) és una escriptora zambiana, cofundadora del Museu d'Història de les Dones de Zàmbia. També és coneguda per impulsar la creació de biblioteques a Lusaka, capital de Zàmbia, mitjançant l'organització Lubutoper tal de fomentar la formació educativa infantil.

## Biografia
Va nàixer a Zàmbia el 7 d'octubre de 1958. És filla de Simon Kapwepwe, el qual fou un dels líders del moviment independentista zambià i vicepresident de Zàmbia entre 1967 i 1970. Es va graduar a la Universitat de Zàmbia amb un doble grau en psicologia i sociologia. Kapwepwe va començar a escriure les seves pròpies obres teatrals al principi de la seva carrera malgrat no disposar de formació formal en dramatúrgia. Com a autora, Kapwepwe ha escrit diverses obres i llibres els quals han estat guardonats. A banda de dedicar-se a la producció de material educatiu, contes i obres de teatre, Kapwepwe ha impulsat la producció de material audiovisual, programes de televisió i ràdio sobre temàtiques diverses.
Va ser la presidenta del consell d'administració del Consell Nacional de les Arts de Zàmbia des del 2004 fins al 2017. Ha estat la patrona de diverses associacions, com per exemple l'Associació de Dones en Arts Visuals, l'Associació de Música i Dansa Folklòrica de Zàmbia i l'Associació de Joves per la Cultura. Ha estat la vicepresidenta de l'Associació Cultural Ukusefya pa Ngwena, del Consell Nacional d'Arts Visuals de Zàmbia i de l'Associació d'Escriptores de Zàmbia. Kapwepwe forma part de la Comissió de Zàmbia per a la UNESCO i l'Institut d'Arts d'Àfrica i és la presidenta de l'Arterial Network.
En l'àmbit literari, Mulenga Kapwepwe ha publicat diverses obres. Entre elles publicà, Heart of the Cyclone, amb la qual fou guardonada amb el Premi Ngoma a la millor escriptura creativa el 1998. Aquesta fita es repetiria de nou amb la seva obra de teatre musical èpica Chiti My Luba, la qual guanyaria en quatre categories diferents dels Premis Ngoma. L'any 2002, va publicar dues obres teatrals de caràcters històric: Lunda Love Story i Longa. A banda de les seves obres teatrals, també ha publicat fins a set obres curtes sobre la cultura de Zàmbia.

### Museu d'Història de la Dona
El 2016 Kapwepwe, juntament amb Samba Yonga, van impulsar el Museu d'Història de les Dones de Zàmbia. Inicialment, va començar com un projecte en línia, però amb l'objectiu de tenir una ubicació física que permetés exposar diverses peces. El projecte és en col·laboració amb el useu Kvinnohistoriskt, un museu d'història de la dona a Suècia. Aquesta iniciativa té per objectiu augmentar el nombre d'articles a la Viquipèdia de dones zambianes que han contribuït a la història tradicional i contemporània del país i afavorir a fer que a Internet hi hagi major igualtat de gènere.

## Premis i reconeixements
Al llarg de la seva li han atorgat els següents premis:
| Any  | Assosació                                                  | Categoria                                        | Resultat |
| ---- | ---------------------------------------------------------- | ------------------------------------------------ | -------- |
| 2009 | The Ebony Award                                            | Contribució en el camp de la cultura             | Guanyat  |
| 2011 | Zambian National Media Association President's Recognition | Pel·lícules i televisió digital (gran novetat)   | Guanyat  |
| 2012 | Zambia Institute of Marketing President's Award            | Contribució al camp de la cultura                | Guanyat  |
| 2014 | Public Relations Association of Zambia Award               | Comunicació destacada en cultura i arts          | Guanyat  |
| 2017 | Appointed Arterial Network Ambassador for Africa           | Contribució a les indústries creatives africanes | Guanyat  |

A més a més, va aparèixer a la llista de les 100 dones més significatives segons la BBC anunciada el dia 23 de novembre de l'any 2020.

### Assoliment artístic
A continuació hi ha tots els assoliments que ha tingut al llarg dels anys, en l'àmbit artístic:
| Any  | Obra                 | Associació      | Categoria                             | Resultat                 |
| ---- | -------------------- | --------------- | ------------------------------------- | ------------------------ |
| 1998 | Heart of the Cyclone | Premis Ngoma    | Premi a la millor escriptura creativa | Guanyat                  |
| 1999 | Chiti My Luba        | Premis Ngoma    | Premi a la millor escriptura creativa | Va guanyar quatre premis |
| 1999 | Chiti My Luba        | Festival NAATAZ | Sense especificar                     | Guanyat                  |
| 2000 | Kafuti-the Brazen    | Festival NAATAZ | Sense especificar                     | Guanyat                  |

## Obra literària
- Some Bemba Names and Their Meanings - 2002[12]
- Times and Seasons in Bemba - 2003
- Traditional Bemba Dress and Ornament - 2003
- Traditional Bemba Foods And Beverages - 2003